# Contango (Tanz)
Contango ist ein Gesellschaftstanz und eine Fusion aus Tango Argentino mit Elementen der Contact Improvisation und freiem Tanz. Gegenseitiges Folgen und Führen bringt die Tanzpartner in intuitiven Bewegungsfluss. Durch diese Erweiterung der Mann-Frau Rollen entstehen unvorhersehbare Tanzmomente.
Die Musik beim Contango reicht vom klassischen Tango über Non-Tangos aus vielen Musik-Genres, bis zu Elektrotango-Musik. Auf der Tanzfläche wird bei Contango-Milongas zwischen den Tanzpaaren auch alleine und zu dritt getanzt. Neue Tanzpartner finden sich leicht durch dieses offene Setting und teils fließende Partnerwechsel.

## Entstehungsgeschichte
Anfang des 21. Jahrhunderts begannen einzelne Tänzer die Verbindung von Tango Argentino mit Contact Improvisation zu erforschen. Daraus begannen sich unterschiedliche Stile von Contango, Contact Tango und Contactango zu bilden, die auch weiterhin in Entwicklung sind und die sich zunehmend verbreiten.

## Vergleich mit Neotango und Tango Nuevo
Es gibt einige Gemeinsamkeiten zwischen Tango Nuevo bzw. Neotango und Contango. Gemeinsam haben sie die Art der Musik, variablere Tanzhaltungen als beim Tango Argentino, den improvisierten Bewegungsfluss, das Variieren der Nähe, Verzierungen mit den Beinen, Colgada und Volcada.
Anders als im Tango Nuevo wechselt die Führungsrolle beim Contango frei hin und her. Durch diese Erweiterung der Mann-Frau-Rollen entstehen für die Tänzer immer wieder unvorhersehbare Tanzsituationen. Die Arme und Hände haben besonders viele Möglichkeiten beim gegenseitigen Folgen, Lesen, Umarmen und mit gestischem Ausdruck in den Raum. Die Tanzhaltung verändert sich im gegenseitigen Umformen, Schmiegen, Umarmen, und teilweise wird auch ohne direkten Körperkontakt getanzt. Beide Tanzpartner können miteinander die jeweilige Tanzhaltung frei gestalten. Varianten dieser Tanzform werden auch Contactango und Contact Tango genannt.